# Сантос Ириарте
Сантос Ириарте (шп. Santos Iriarte; 2. новембар 1902 — 10. новембар 1968) бивши је уругвајски фудбалер. Познат је и по надимку као канаринац. Са репрезентацијом Уругваја је освојио Светско првенство 1930, а на клупском нивоу играо је за Расинг Монтевидео.
На позицији нападача је играо у све четири утакмице Уругваја на Светском првенству 1930. и постигао је два гола; један у полуфиналу против Југославије и један у финалу у 68. минуту који је Уругвају донео предност од 3:2 у победи против Аргентине.

## Статистика каријере
| #  | Датум         | Место                                   | Противник   | Скор | Резултат | Такмичење                       |
| -- | ------------- | --------------------------------------- | ----------- | ---- | -------- | ------------------------------- |
| 1. | 27. јул 1930. | Стадион Сентенарио, Монтевидео, Уругвај | Југославија | 4–0  | 6–1      | Светско првенство 1930.         |
| 2. | 30. јул 1930. | Стадион Сентенарио, Монтевидео, Уругвај | Аргентина   | 3–2  | 4–2      | Финале светског првенства 1930. |